# Jonas Wendlinger
Jonas Wendlinger (* 17. Juli 2000 in St. Johann in Tirol) ist ein österreichischer Fußballtorwart.

## Karriere
Wendlinger begann seine Karriere beim SV Thiersee. Zur Saison 2014/15 kam er in die AKA Tirol. Zur Saison 2016/17 wechselte er nach Deutschland in die Jugend des 1. FC Nürnberg, in der er bis 2019 spielte. Bereits im September 2018 gab er sein Debüt für die Reserve der Nürnberger in der Regionalliga. Bis zum Ende der Saison 2018/19 kam er zu zwei Viertligaeinsätzen. Im Mai 2019 erhielt der Tormann einen bis 2021 laufenden Profivertrag bei Nürnberg und rückte zunächst fest in den Kader der Reserve. Den Sprung zu den Profis schaffte er aber nie, für die Amateure spielte er noch achtmal in der Regionalliga.
Nach seinem Vertragsende verließ Wendlinger Deutschland und kehrte im Juli 2021 nach Österreich zurück, wo er sich dem Bundesligisten SV Ried anschloss, bei dem er einen Kontrakt bis Juni 2022 unterschrieb. Bei den Riedern war er in der Saison 2021/22 dritter Tormann hinter Samuel Şahin-Radlinger und Christoph Haas und kam ausschließlich für die Amateure der Oberösterreicher zum Zug. Zur Saison 2022/23 verließ Haas den Klub allerdings, woraufhin Wendlingers Vertrag im Juni 2022 um zwei Jahre verlängert wurde und er zum zweiten Tormann aufstieg. Nach einer Verletzung von Şahin-Radlinger gab er dann im Februar 2023 sein Debüt in der Bundesliga, als er am 17. Spieltag der Saison 2022/23 gegen den TSV Hartberg in der Startelf stand. In der Saison kam er zu fünf weiteren Einsätzen und kehrte dann wieder auf die Ersatzbank zurück. Mit Ried stieg er zu Saisonende aus der Bundesliga ab.
Nach der Saison 2023/24 verließ er Ried und wechselte in die Niederlande zum Erstligisten Almere City, bei dem er einen bis 2026 laufenden Vertrag erhielt.

## Persönliches
Sein Vater Karl (* 1968) ist ein ehemaliger Formel-1-Fahrer.